# Bidhya Devi Bhandari
Bidhya Devi Bhandari (nepalesisk: विद्या देवी भण्डारी; født 19. juni 1961) er en nepalesisk politiker, der er nuværende (2019) præsident i Nepal. Hun er Nepals anden præsident og landets første kvindelige statsoverhoved. Hun var viceformand for det nepalesiske kommunistparti Communist Party of Nepal (Unified Marxist–Leninist) og formand for den nepalesiske kvindeorganisation forinden hun vandt præsidentvalgtet den 28 oktober 2015. Hun blev valgt som præsident af Nepals valgmandskollegium med 327 stemmer ud af 549 og besejrede derved modkandidaten Kul Bahadur Gurung.
Hun har tidligere været Nepals førte kvindelige forsvarsminister. Hun var også minister for miljø og befolkning i 1990'erne.